# ۲-هیدروکسی‌بوتیریک اسید
۲-هیدروکسی‌بوتیریک اسید (به انگلیسی: 2-Hydroxybutyric acid) با شناسه پاب‌کم ۱۱۲۶۶ یک هیدروکسی اسید است. هیدروکسی اسیدها گروهی از اسیدهای کربوکسیلیک هستند که یک گروه عاملی هیدروکسیل به آنها افزوده شده است. 